# Feline Follies
Feline Follies es un cortometraje estadounidense de 1919 dirigido por Otto Messmer. Fue la primera aparición del gato Félix, aunque este no era aún su nombre (Master Tom).

## Argumento
Master Tom (Félix) va a ver a su novia, una gata de pelaje blanco. Su dueña lo había dejado vigilando la casa, pero unos ratones aprovechan para entrar. Cuando vuelve, su dueña lo echa, por lo que regresa con su novia, pero cuando descubre que ella ha tenido gatitos, opta por el suicidio gaseándose.